# Parque nacional de Lam Khlong Ngu
El Parque nacional de Lam Khlong Ngu (en tailandés: อุทยานแห่งชาติลำคลองงู) es el nombre que recibe un área protegida con el estatus de parque nacional en Chale, distrito de Thong Pha Phum, provincia de Kanchanaburi en el país asiático de Tailandia. Se estableció el 25 de diciembre de 2009. El parque, las cuevas y la cascada se encuentran bajo la responsabilidad del Departamento de Parques Nacionales, Vida Silvestre y Conservación de Plantas de Tailandia.

## Geografía
Lam Khlong Ngu posee una superficie aproximada de 673 kilómetros cuadrados y se encuentra en las montañas de Tanaosri desde el norte al sur. La mayor parte del área está cubierta por muchos valles y colinas. La altura a nivel medio del mar es de unos 100 - 1000 metros. La montaña más importante es la colina Bor Ngam.

### Clima
El clima es tipíco del monzón tropical. Está influenciado por el monzón del suroeste en verano y el monzón del noreste en invierno. En verano, el clima es el más caluroso y en invierno, el clima es el más fresco. Tiene tres estaciones: Verano de marzo a mayo, kluvia de junio a octubre e invierno de noviembre a febrero. De junio a septiembre hay mucha nubosidad, mientras que de noviembre a abril se encuentran unas pocas nubes en el área.

### Atracciones

#### Cascada Nang Kruan
Es un gran caída de agua de piedra caliza en Lam Khlong Ngu. El agua corre en la cascada todo el año. La cabecera es del arroyo Thong Pha Phum del arroyo Chalae. Posee unos 7 niveles.

#### Cascada Kliti
Se trata de otra caída de agua de piedra caliza como la cascada Nang Kruan.

#### Cueva monolítica
El canal de Lam Khlong Ngu fluye a través de la cueva y en el interior de la cueva monolítica se encuentra muchos monolitos naturales. La cueva tiene el monolítico más alto del mundo. Alcanza una altura de 62,5 metros.

## Véase también

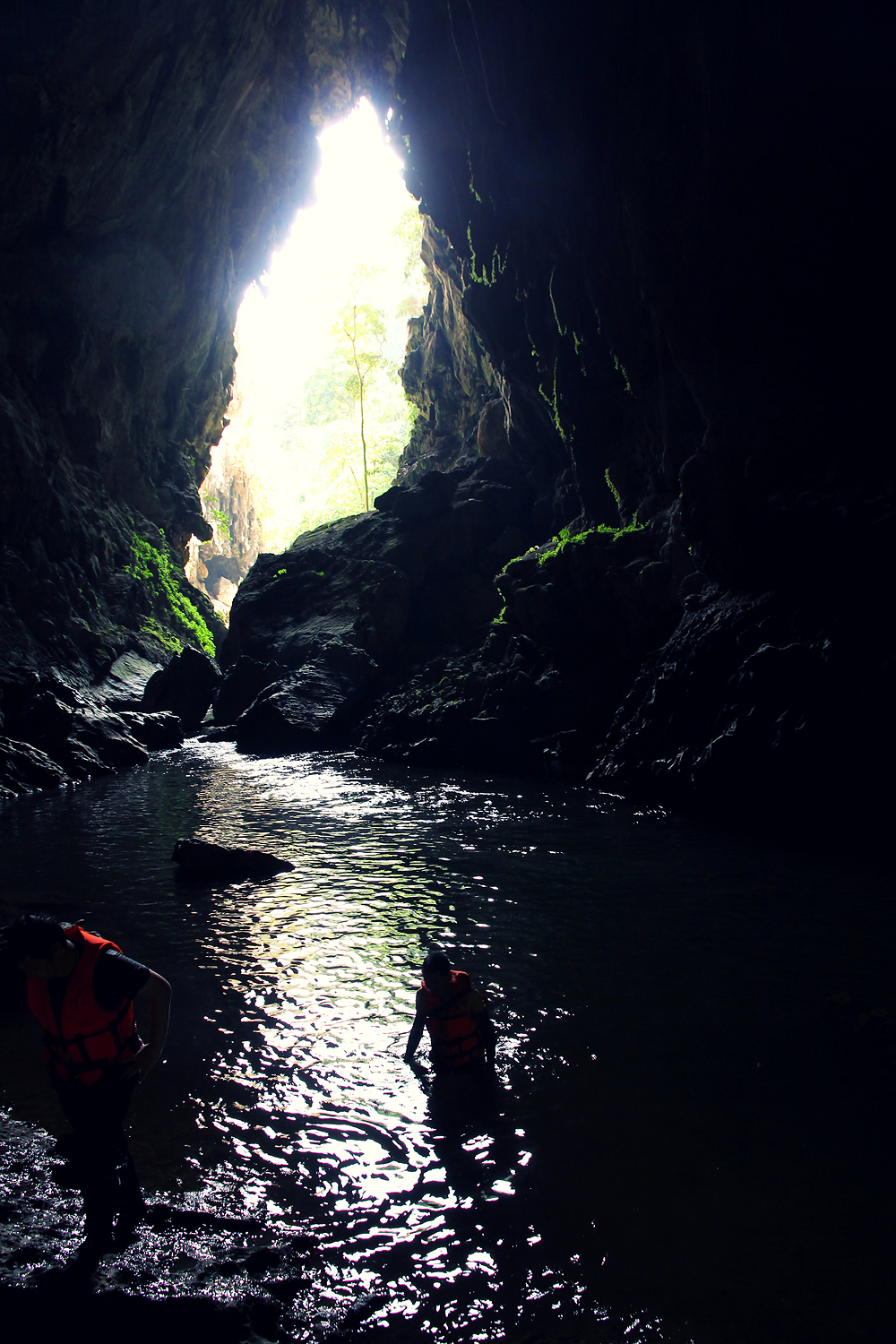
Otra vista del parque